# شلل العصب السادس
شلل العصب السادس، أو شلل العصب المبعد، هو اضطراب منطو على خلل وظيفي في العصب القحفي السادس (العصب المبعد)، المسؤول عن تقلص العضلة المستقيمة الوحشية من أجل تبعيد العين (أي تدويرها نحو الخارج). يؤدي انعدام قدرة العين على الدوران نحو الخارج إلى حدوث الحول التقاربي أو الحول الداخلي الذي يتميز بازدواج الرؤية (التي تُعرف بشكل شائع باسم الرؤية المزدوجة) كإحدى الأعراض الرئيسية، إذ يختبر المصاب صورتين متجاورتين جنبًا إلى جنب. يحدث ازدواج الرؤية بالتالي بشكل أفقي ويتفاقم في المسافة. يزداد ازدواج الرؤية أيضًا عند النظر نحو الجانب المصاب وينجم جزئيًا عن فرط نشاط العضلة المستقيمة الإنسية في الجانب السليم الناجم عن محاولة توفير تعصيب إضافي للعضلة المستقيمة الوحشية المصابة. تُعتبر هاتان العضلتان متآزرتين أو «عضلتي النير» نظرًا إلى محاولة كليهما تحريك العين نحو اليسار أو اليمين. تحدث هذه الحالة عادة بشكل أحادي الجانب لكن قد تتطور بعض الحالات ثنائية الجانب أيضًا.
يمثل شلل العصب المبعد أحادي الجانب النوع الأكثر شيوعًا من حالات شلل العصب المحرك للعين المعزول.

## العلامات والأعراض
يشمل الخلل الوظيفي العصبي الحول الداخلي، الذي يمثل حالة من الحول المتقارب عن تثبيت المسافة. في حالة التثبيت القريب، يختبر المريض درجة كامنة من الانحراف، إذ يستطيع الحفاظ على الرؤية الثنائية للعينين أو اختبار درجة صغيرة من الحول الداخلي. يميل المرضى في بعض الحالات إلى تدوير وجههم باتجاه جانب العين المصابة، ما يسبب تبعيد العين عن مجال عمل العضلة المستقيمة الوحشية المصابة، بهدف السيطرة على ازدواج الرؤية والمحافظة على الرؤية الثنائية للعينين.
يحدث ازدواج الرؤية بشكل نموذجي لدى البالغين المصابين بشلل العصب السادس، إذ لا يعاني الأطفال المصابون بهذه الحالة من ازدواج الرؤية نتيجة الكبح. تسمح اللدونة العصبية الموجودة في مرحلة الطفولة بعملية «إطفاء» المعلومات الواردة من إحدى العينين (أي العين المصابة بالحول الداخلي)، ما يؤدي إلى تراجع أعراض ازدواج الرؤية. على الرغم من إمكانية اعتبار هذا التكيف مفيدًا على المدى القصير، قد يؤدي مع مرور الوقت إلى إعاقة التطور اللازم في القشرة البصرية ما يسبب حالات دائمة من فقدان البصر في العين المتعرضة للكبت؛ تُعرف هذه الحالة باسم الغمش أو العين الكسولة.